# Forn del Fondo de les Oliveres
El Forn del Fondo de les Oliveres és una obra de Vilanova i la Geltrú (Garraf) inclosa a l'Inventari del Patrimoni Arquitectònic de Catalunya.

## Descripció
Situat a l'entorn del Mas de l'Artís, als voltants del Fondo de les Oliveres.
Estructura arquitectònica de planta circular, alçada amb murs de maçoneria.
Es conserva la boca, per on s'entrava la llenya a la cambra de combustió. Es tracta d'una obertura semicircular al mur feta amb pedra tallada disposada a sardinell i morterada, reforçada amb una estructura exterior d'arc de mig punt fet amb maons a sardinell. Altres forns de la zona conserven una estructura semblant pel que fa a la boca, com el del Camí de la Fita (terme municipal de Sitges).
Cobert en gran part per la vegetació circumdant, tot i que l'estat de conservació és relativament bo.